# 黃熙 (導演)
黃熙（1975年—），臺灣導演、編劇。出生於台北，曾在美國洛杉磯長居。畢業於美國紐約大學蒂施藝術學院電影系。

## 經歷
1996年，黃熙進入侯孝賢執導的劇情片《南國再見，南國》劇組實習。其後於2012年，侯孝賢開始拍攝文藝武俠電影《刺客聶隱娘》，他進入導演組工作。 
2017年，黃自編自導了由柯宇綸、瑞瑪席丹、黃遠等人領銜主演的劇情片《強尼・凱克》，該片為其電影處女作，獲得了第19屆台北電影節最佳劇情片、第11屆FIRST青年電影展最佳劇情片雙提名，黃熙則憑藉該北京電影節獲得了最佳電影節編劇，並獲得了第11屆FIRST青年電影展最佳導演 、第54屆台灣電影金馬獎最佳新導演雙提名。拍攝完《強尼・凱克》後，黃熙搬到了洛杉磯。後來，她回到台灣，又與侯孝賢合作另一個項目，即HBO亞洲奇幻劇集《良辰吉時》，她再次擔任導演。2023年，開始執導劇情片《女兒的女兒》，同年11月22日，該電影在台灣上映，同月即獲得金馬獎最佳原創劇本獎。

## 主要作品

### 導演作品
- 2017年 -《強尼・凱克》
- 2024年 - 《女兒的女兒》

### 編劇作品
- 2017年 -《強尼・凱克》
- 2022年 - 《良辰吉時》

## 外部連結
- 黃熙 - 台灣電影網
- 黃熙在U2電影館的資料
- 黃熙在豆瓣上的資料
- 黃熙在台灣國際女性影展的資料